# Club Baloncesto Lucentum Alicante
El Lucentum Alicante, actualmente HLA Alicante por motivos de patrocinio, es un club de baloncesto español de la ciudad de Alicante que juega en la LEB Oro, segunda división española.
Fue fundado el 31 de mayo de 1994 con el nombre de C.B. Lucentum Alicante y refundado el 17 de junio de 2015 bajo el nombre de Fundación Lucentum Baloncesto Alicante con el objetivo de salvar el baloncesto de la ciudad tras los problemas económicos que llevaron a la desaparición del principal club de la ciudad, el C.B. Lucentum. Desde noviembre del año 2021 está integrado como sección de baloncesto del C.F. Intercity.

## Historia
El 31 de mayo de 1994 la directiva del Club de Baloncesto Miguel Hernández, encabezadas por su presidente y fundador del club, Francisco Pastor, deciden crear un nuevo club con la denominación de Club Baloncesto Lucentum-Alicante.
El 25 de julio de 1994 se acepta la invitación para competir en la Liga EBA. En la primera temporada el proyecto recibió soporte económico de la empresa "Ernesto Electrodomésticos" y se desbordan todas las previsiones deportivas, llegando a la semifinal para el ascenso a la liga ACB. El sueño no se pudo hacer realidad; en el último segundo se perdió por un solo punto frente al Gijón, que ascendió a la ACB, pero se puso la primera piedra para que Alicante fuera una de las candidatas a entrar algún día en la ACB.
A lo largo de 1996 la Federación Española de Baloncesto reestructuró las categorías con la creación de la Liga Española de Baloncesto (LEB), a la cual se accedía por palmarés deportivo y por invitación entre los equipos que lo solicitaban y superaban una auditoría sobre su situación económica. El C.B. Lucentum-Alicante solicitó su inclusión y, después de cumplir todos los requerimientos, fue admitido como equipo LEB, siendo el único representante de la Comunidad Valenciana de esta categoría.
Las buenas campañas realizadas en la LEB culminaron en la temporada 1999-2000 con el liderato de la clasificación y el ascenso a la ACB con la denominación "Proaguas Costablanca". No obstante, las limitaciones económicas y deportivas marcaron al equipo que no pudo evitar el descenso a la LEB.
La temporada 2001-02 marca un cambio importante en la trayectoria del club. Un nuevo grupo de personas, encabezadas por Luis Castillo, inicia un nuevo proyecto que muy pronto comienza a dar sus frutos: se consigue la Copa del Príncipe de Asturias de Baloncesto, el campeonato de la LEB y, lo que es más importante, el retorno a la ACB. El nuevo proyecto consiguió atraer el interés de la ciudad de Alicante, de los medios de comunicación y de la sociedad alicantina que se volcaron con el equipo.
Desde la temporada del ascenso, el Lucentum consiguió dos clasificaciones para los play-offs por el título, con su correspondiente clasificación para las competiciones europeas, y la histórica participación en la Copa del Rey de Baloncesto Zaragoza 2004. El proyecto se consolidaba en la mejor liga de Europa.
En la temporada 2006-2007 el Lucentum desciende a la liga LEB dimitiendo su presidente y ocupando su lugar Miguel Cano. Tras unas negociaciones con la Diputación de Alicante el club adquiera la denominación de Alicante Costablanca.
En la temporada 2008-2009 el Lucentum asciende a la Liga ACB ganando al Melilla Baloncesto en un partido muy disputado.
Tras conseguir dos temporadas seguidas la permanencia en la liga ACB el club estuvo a punto de llegar a la desaparición por culpa de las deudas económicas que tenía en temporadas anteriores pero finalmente se consiguieron los apoyos para mantenerse retomando las riendas el expresidente Luis Castillo.
En esa temporada, se realiza una de las mejores de la historia del club, clasificándose para la Copa del Rey y para los Play-offs pero por desgracia, por temas económicos, el club estaba abocado a la desaparición, sin embargo, tras largas reuniones, el club consigue llegar a un acuerdo con la ACB para vender su plaza al CB Canarias a cambio de que los alicantinos obtuvieran una plaza en la LEB Oro y así evitar la desaparición del club.
En la temporada 2012-2013 en LEB Oro, el club consiguió el ascenso a la ACB, pero de nuevo la gestión económica obligó a renunciar a dicha plaza y a dimitir a la directiva encabezada por Luis Castillo al completo.
En la temporada 2013-2014 entra la actual directiva con Antonio Gallego (exjugador de la entidad) como presidente y Daniel Adriasola como vicepresidente; el club parte de la categoría 1.ª Nacional con el claro propósito de volver a la élite del baloncesto español pero con una gestión económico-deportiva racional y moderna que le haga sostenible a largo plazo.
En el año 2015 el Lucentum Alicante cesa su activad por las deudas contraídas en el pasado y no poder solucionarlos la actual directiva, a la misma vez se crea la Fundación Lucentum y vuelve a la categoría LEB Plata. En el año 2016 pasa a llamarse HLA Alicante.
En la temporada 2018-2019 el HLA Alicante asciende a la categoría de LEB Oro tras imponerse como primero de grupo en la liga regular. Esa misma temporada conquista la Copa LEB Plata disputada en Alicante al Aquimisa Laboratorios Queso Zamorano por 86-68.

## Trayectoria
| Temporada    | Categoría    | Nivel        | Puesto       | Balance      | Playoff/Postemporada                        | Copa           | Copa         |
| CB Atapuerca | CB Atapuerca | CB Atapuerca | CB Atapuerca | CB Atapuerca | CB Atapuerca                                | CB Atapuerca   | CB Atapuerca |
| ------------ | ------------ | ------------ | ------------ | ------------ | ------------------------------------------- | -------------- | ------------ |
| 1994–95      | Liga EBA     | 2            | 4.º          | 17–9         | Segunda ronda (2.º, 6–4) Semifinal playoffs |                |              |
| 1995–96      | Liga EBA     | 2            | 12.º         | 12–18        | Playoffs permanencia                        |                |              |
| 1996–97      | LEB          | 2            | 7.º          | 15–11        | Cuartos de final                            |                |              |
| 1997–98      | LEB          | 2            | 7.º          | 11–13        | Cuartos de final                            |                |              |
| 1998–99      | LEB          | 2            | 11.º         | 10–16        | Octavos de final                            | Copa Príncipe  | QF           |
| 1999–00      | LEB          | 2            | 1.º          | 22–8         | Campeón Ascenso                             | Copa Príncipe  | QF           |
| 2000–01      | Liga ACB     | 1            | 17.º         | 9–25         | Descenso                                    |                |              |
| 2001–02      | LEB          | 2            | 3.º          | 20–10        | Campeón Ascenso                             | Copa Príncipe  | C            |
| 2002–03      | Liga ACB     | 1            | 8.º          | 18–16        | Cuartos de final                            |                |              |
| 2003–04      | Liga ACB     | 1            | 14.º         | 14–20        |                                             |                |              |
| 2004–05      | Liga ACB     | 1            | 5.º          | 23–11        | Cuartos de final                            | Copa del Rey   | QF           |
| 2005–06      | Liga ACB     | 1            | 12.º         | 14–20        |                                             |                |              |
| 2006–07      | Liga ACB     | 1            | 17.º         | 12–22        | Descenso                                    |                |              |
| 2007–08      | LEB Oro      | 2            | 2.º          | 24–10        | Semifinales (Final Four)                    | Copa Príncipe  | RU           |
| 2008–09      | LEB Oro      | 2            | 2.º          | 25–9         | Campeón Ascenso                             | Copa Príncipe  | C            |
| 2009–10      | Liga ACB     | 1            | 15.º         | 13–21        |                                             |                |              |
| 2010–11      | Liga ACB     | 1            | 16.º         | 9–25         |                                             |                |              |
| 2011–12      | Liga ACB     | 1            | 8.º          | 18–16        | Cuartos de final Descenso                   | Copa del Rey   | QF           |
| 2012–13      | LEB Oro      | 2            | 3.º          | 18–8         | Campeón                                     |                |              |
| 2013–14      | 1ª Nacional  | 4            | 1.º          | 21–1         | Campeón Ascenso                             |                |              |
| 2014–15      | LEB Plata    | 3            | 5.º          | 18–10        | Semifinales                                 |                |              |
| 2015–16      | LEB Plata    | 3            | 4.º          | 16–10        | Cuartos de final                            |                |              |
| 2016–17      | LEB Plata    | 3            | 4.º          | 20–10        | Cuartos de final                            | Copa LEB Plata | RU           |
| 2017–18      | LEB Plata    | 3            | 3.º          | 21–9         | Subcampeón                                  |                |              |
| 2018–19      | LEB Plata    | 3            | 1.º          | 34–10        | Ascenso directo                             | Copa LEB Plata | C            |
| 2019–20      | LEB Oro      | 2            | 4.º          | 16–8         |                                             |                |              |
| 2020–21      | LEB Oro      | 2            | 6.º          | 20–16        | Semifinales                                 | Copa Princesa  | RU           |
| 2021–22      | LEB Oro      | 2            | 12.º         | 16–18        |                                             |                |              |
| 2022–23      | LEB Oro      | 2            | 9.º          | 18–16        | Cuartos de final                            |                |              |
| 2023–24      | LEB Oro      | 2            | 7.º          | 19–15        | Cuartos de final                            |                |              |
| 2024–25      | Primera FEB  | 2            | 13.º         | 13–11        |                                             |                |              |

## Nombres comerciales
La Fundación Lucentum Baloncesto Alicante ha recibido diversos nombres comerciales a lo largo de su historia, en función del interés del patrocinador de cada momento. Estas son las denominaciones que ha tenido el primer equipo alicantino:
C.B LUCENTUM ALICANTE
- 1994-1995: Ernesto Electrodomésticos
- 1995-2000: Lucentum Alicante
- 2000-2001: Proaguas Costablanca.
- 2001-2002: Lucentum Alicante.
- 2002-2007: Etosa Alicante.
- 2007-2008: Alicante Costablanca.
- 2008-2009: Lucentum Alicante.
- 2009-2011: Meridiano Alicante.
- 2011-2015: Lucentum Alicante.

FUNDACIÓN LUCENTUM BALONCESTO ALICANTE
- 2015-2016: Fundación Lucentum Alicante.
- 2016-2017: HLA Lucentum.
- 2017- : HLA Alicante.

## Directiva y plantilla 2023-2024
- Presidente: Daniel Adriasola.
- Vicepresidente: Ignacio Alonso.
- Dirección deportiva: Asier Alonso.
- Director técnico de la cantera: Alejandro Aliaga.
- Coordinador baloncesto masculino: Juan Estela
- Coordinador baloncesto femenino: Rafael Osorio

## Cuerpo Técnico 2023-2024
- Entrenador: Antonio Pérez Caínzos.
- Entrenador ayudante: Alberto Carrillo Cerdá.
- Técnico asistente: Raúl Lozano.
- Preparador físico: Fabio Tarruella.
- Fisioterapeuta: Alberto Leal.
- Médico: José Luis Bataller.
- Delegada: Sofía Aracil.

## Palmarés

### Campeonatos nacionales
- Campeón de la Copa Príncipe: 2002 y 2009.
- Subcampeón de la Copa Príncipe: 2008.

### Campeonatos regionales
- Campeón de la Lliga Valenciana: 2004, 2006 y 2011.

## Premios, reconocimientos y distinciones
- Mejor Club Deportivo de la Provincia de 2000 y Mejor Club Profesional de 2002 en los Premios Deportivos Provinciales de la Diputación de Alicante[3]

## Peñas
- Kali Nord
- Cruzada Azul
- Lucentum-Costablanca
- Calamar De Potera